# Wildeck
Wildeck è un comune tedesco di 4 971 abitanti, situato nel land dell'Assia.